# Melanocamenta uvinsana
Melanocamenta uvinsana är en skalbaggsart som beskrevs av Hermann Julius Kolbe 1914. Melanocamenta uvinsana ingår i släktet Melanocamenta och familjen Melolonthidae. Inga underarter finns listade i Catalogue of Life.